# Mahmoud Raslan
Mahmoud Raslan (arabisch محمود رسلان) ist ein Syrer, der Bilder und Videoaufnahmen aus dem Bürgerkrieg in Syrien publiziert.

## Leben
Raslan arbeitet für das Aleppo Media Center, einer Gruppe von Freiwilligen, die seit 2011 Nachrichten aus den von oppositionellen Gruppen gehaltenen Vierteln der Stadt Aleppo an die internationalen Medien liefert. Seine Videoaufnahmen und ein daraus entstandenes Bild des durch Luftangriffe verletzten syrischen Jungen Omran Daqneesh in Aleppo vom August 2016 wurden weltweit bekannt.
Im Jahr 2016 postete Raslan ein Bild, das ihn zusammen mit Kämpfern der syrischen Islamistengruppe Harakat Nour al-Din al-Zenki zeigt. Mitglieder dieser Gruppe hatten wenige Wochen zuvor den 12-jährigen Jungen Abdullah Issa enthauptet.